# Torcia al plasma

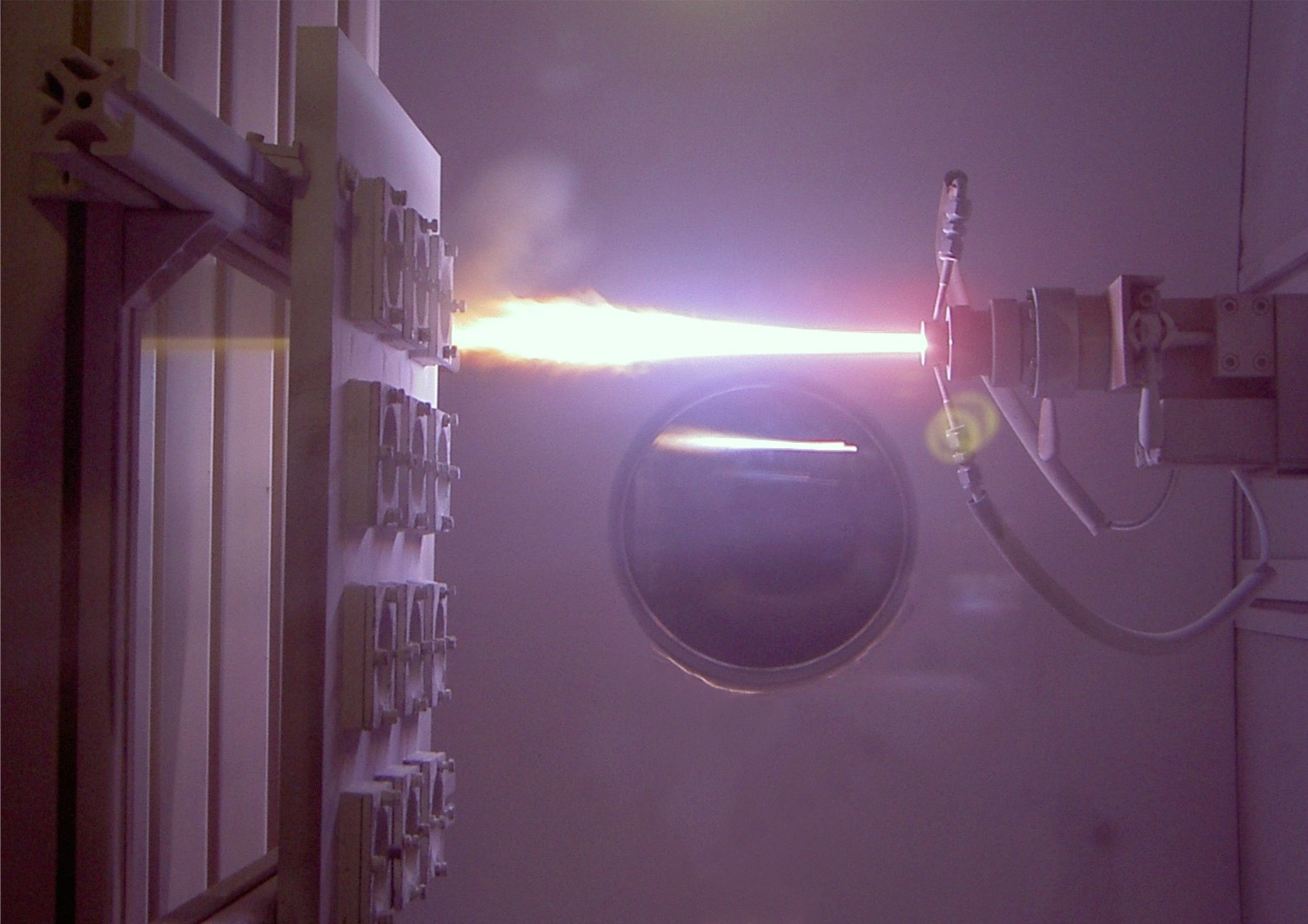
Torcia al plasma utilizzata per il rivestimento a spruzzo.

La torcia al plasma (definita spesso anche arco al plasma o cannone al plasma) è un dispositivo che genera un flusso diretto di plasma da un Ugello in seguito all'applicazione di una opportuna differenza di potenziale tra due elettrodi. Il getto di plasma trova diverse applicazioni pratiche, tra le quali spiccano:
- il taglio al plasma di metalli;
- lo spruzzo al plasma, per il deposito (coating) di materiale su varie superfici;
- l'utilizzo in impianti di incenerimento e di gassificazione dei rifiuti;
- analisi spettroscopiche che utilizzano il plasma per la vaporizzazione e ionizzazione degli analiti;
- la ionizzazione di reagenti gassosi in apposite camere di reazione.

In relazione all'applicazione a cui è destinata una torcia al plasma, esistono dispositivi di svariate dimensioni in grado di raggiungere col getto temperature superiori ai 10.000 °C. I costi variano sensibilmente passando dai sistemi di taglio utilizzati in ambito hobbystico, che costano qualche centinaio di euro, alle grandi e potenti torce al plasma utilizzate ad esempio nel trattamento dei rifiuti. La manutenzione periodica, soprattutto riguardo alle torce più complesse ed elaborate, può influenzare significativamente i costi totali di spesa. Di contro l'utilizzo tecnologico del plasma rappresenta sicuramente un valido metodo innovativo e nell'ambito del trattamento dei rifiuti permette di abbattere fortemente il livello di emissioni di inquinanti nonché di riciclare le ceneri ottenendo un materiale vetroso che trova diverse utilizzazioni.

## Plasma accoppiato induttivamente
La torcia al plasma accoppiato induttivamente (ICP) sfrutta l'energia fornita dalla corrente elettrica creata per induzione elettromagnetica, generata da un campo magnetico di intensità variabile. Esistono due tipi di geometrie ICP: planare e cilindrica. Nella geometria planare l'elettrodo è costituito da una bobina metallica piana spiraliforme, mentre in quella cilindrica è rappresentato da una molla elicoidale.
Un importante vantaggio dell'utilizzo del plasma accoppiato induttivamente consiste nella possibilità di applicazione nei casi in cui è richiesto plasma ad alta densità, essendo la densità elettronica dell'ordine di 1015 cm-3.
Le torce ICP trovano utilizzo anche nell'ambito delle strumentazioni analitiche di un laboratorio chimico, come nella spettroscopia di emissione e nella ICP-MS.